# 1984 год в литературе

## Премии

### Международные
- Нобелевская премия по литературе — Ярослав Сейферт, «За поэзию, которая отличается свежестью, чувственностью и богатым воображением и свидетельствует о независимости духа и разносторонности человека»[1].
- Всемирная премия фэнтези за лучший роман — Джон М. Форд, «The Dragon Waiting».
- Всемирная премия фэнтези за лучшую повесть — Ким Стэнли Робинсон, «Чёрный воздух».
- Всемирная премия фэнтези за лучший рассказ — Танит Ли, «Elle Est Trois».
- Нейштадтская литературная премия — Пааво Хаавикко[2].
- Премия «Хьюго» за лучший роман — Дэвид Брин, «Звёздный прилив» (англ. Startide Rising)[3].
- Премия «Хьюго» за лучшую повесть — Тимоти Зан, «Точка каскада» (англ. Cascade Point)[3].
- Премия «Хьюго» за лучший рассказ — Октавия Батлер, «Звуки речи» (англ. Speech Sounds)[3].

### Австрия
- Австрийская государственная премия по европейской литературе — Криста Вольф.

### Великобритания
- Букеровская премия — Анита Брукнер, «Отель „У озера“» (фр. Hotel du Lac)[4].
- Премия Сомерсета Моэма:

1. Питер Акройд, «Завещание Оскара Уайльда» (англ. The Last Testament of Oscar Wilde);
2. Тимоти Гартон-Эш, «The Polish Revolution: Solidarity»;
3. Шон О’Брайэн, «Крытый парк» (англ. The Indoor Park).

### Германия
- Премия Георга Бюхнера — Эрнст Яндль.
- Бременская литературная премия — Пауль Вюр, «Das falsche Buch».

### Израиль
- Государственная премия Израиля за детскую литературу — Ямима Авидар-Черновиц.
- Литературная премия имени Бялика — Давид Шахар.

### Испания
- Премия Сервантеса — Эрнесто Сабато.
- Премия принцессы Астурийской — Пабло Гарсиа Баэна[5].

### СССР
- Премия Андрея Белого — не вручалась.
- Государственная премия РСФСР имени М. Горького:

1. Глеб Горбовский — за книгу стихов «Черты лица»;
2. Сергей Островой — за книгу лирики «Годы…»:
3. Николай Старшинов — за книгу стихов «Река любви»;
4. Иван Торопов — за книгу рассказов и повестей «Вам жить дальше».

### США
- Премия Эдгара Аллана По:
  - за лучший роман — Элмор Леонард, «Ла Брава»[6].
  - за лучший первый роман американского писателя — Уилл Харрисс, «The Bay Psalm Book Murder»[7].

- Пулитцеровская премия за художественную книгу — Уильям Кеннеди, «Железный бурьян» (англ. Ironweed)[8].

- Пулитцеровская премия за лучшую драму — Дэвид Мэмет, «Гленгарри Глен Росс» (англ. Glengarry Glen Ross)[9].

- Пулитцеровская премия за поэзию — Мэри Оливер, «Американский примитив» (англ. American Primitive)[10].

### Франция
- Гонкуровская премия — Маргерит Дюрас, «Любовник» (фр. L’Amant)[11].
- Премия Ренодо — Анни Эрно, «Своё место» (фр. La Place).
- Премия Фемина — Бертран Визаж, «Все солнца» (фр. Tous les soleils).
- Премия Медичи — Бернар-Анри Леви, «Le diable en tête».
  - номинация за лучшее зарубежное произведение — Эльза Моранте, «Aracoeli».
- Премия имени Даля — Вадим Делоне, «Портреты в колючей раме» (посмертно).

## Книги

### Романы
- «Крутые парни не танцуют» (англ. Tough guys don't dance) — роман Нормана Мейлера.
- «МИФический цикл» (англ. MythAdventures) — роман Роберта Асприна.
- «Нейромант» (англ. Neuromancer) — роман Уильяма Гибсона.
- «Осиная фабрика» (англ. The Wasp Factory) — роман Иэна Бэнкса.
- «Торговец забвением» (англ. Proof) — роман Дика Френсиса.
- «Фаворит» — исторический роман Валентина Пикуля.
- «Хазарский словарь» (серб. Хазарски речник) — роман Милорада Павича.
- «Худеющий» (англ. Thinner) — роман Ричарда Бахмана.

### Повести
- «Волны гасят ветер» — повесть братьев Стругацких
- «Капитан дальнего плавания» — повесть Александра Крона.

### Поэзия
- «Иверский свет» — сборник стихов Андрея Вознесенского.
- «Прорабы духа: Прозаические и поэтические произведения» — книга стихов и прозы Андрея Вознесенского.

### Драматургия
- «Виноватые» — пьеса Алексея Арбузова.
- «Как достать два билета на „Лебединое озеро“?» — пьеса Николая Коляды.

## Умерли
- 29 января — Бро́не Буйвида́йте, литовская поэтесса (родилась в 1895).
- 21 февраля — Михаил Александрович Шолохов, русский советский писатель, киносценарист, журналист (родился в 1905).
- 6 марта — Юсиф Ахадулла оглы Азимзаде, азербайджанский советский писатель, драматург (род. в 1917).
- 19 апреля — Тенти Адышева, народная поэтесса Киргизской ССР (род. в 1920).
- 6 июня — Бертрам Чандлер, австралийский писатель-фантаст английского происхождения (родился в 1912).
- 26 августа — Трумен Капоте, американский писатель (родился в 1924).
- 17 октября — Емилиан Нестерович Буков, молдавский советский писатель и поэт (родился в 1909).
- дата неизвестна — Алаэддин Саджади, курдский писатель и поэт (родился в 1907).